# Cadillac Calais
El Cadillac Calais fue un automóvil de turismo del segmento F desarrollado por General Motors bajo su firma de lujo Cadillac producido entre 1965 y 1976. Compartía estilos con hermano del mismo segmento, el que era más caro, el Cadillac DeVille que a diferencia de este último que traía ventanas eléctricas y asientos eléctricos de dos vías como opción estándar, el Calais ofrecía ventanas con manivela como estándar, tampoco el Calais ofrecía grandes áreas de asientos de cuero y techos de vinilo a diferencia del modelo citado antes. Tampoco estuvo inicialmente en el Calais la pintura Firemist, exclusiva de la firma.
En la segunda y última generación del Calais, se incluía luz de mapa, vidrio tintado Soft-Ray, cubierta de neumático de repuesto, indicador de nivel de líquido lavaparabrisas y neumáticos de pared blanca radial con cinturón de acero hasta que fue descontinuado en 1976.
Cabe destacar que el Calais costaba más que sus equivalentes de la misma casa, el Buick Electra, Buick Riviera y el Oldsmobile 98.